# Municipio de Addison (Illinois)
El municipio de Addison (en inglés: Addison Township) es un municipio ubicado en el condado de DuPage en el estado estadounidense de Illinois. En el año 2010 tenía una población de 88612 habitantes y una densidad poblacional de 1.055,31 personas por km².

## Geografía
El municipio de Addison se encuentra ubicado en las coordenadas 41°56′53″N 87°58′50″O / 41.94806, -87.98056. Según la Oficina del Censo de los Estados Unidos, el municipio tiene una superficie total de 83.97 km², de la cual 82.2 km² corresponden a tierra firme y (2.11%) 1.77 km² es agua.

## Demografía
Según el censo de 2010, había 88612 personas residiendo en el municipio de Addison. La densidad de población era de 1.055,31 hab./km². De los 88612 habitantes, el municipio de Addison estaba compuesto por el 75% blancos, el 2.18% eran afroamericanos, el 0.5% eran amerindios, el 6.28% eran asiáticos, el 0.01% eran isleños del Pacífico, el 13.66% eran de otras razas y el 2.37% pertenecían a dos o más razas. Del total de la población el 31.85% eran hispanos o latinos de cualquier raza.